# 尾道城
尾道城（おのみちじょう）は、1964年（昭和39年）に広島県尾道市にある千光寺公園に博物館として建てられた城郭風の建築物。付近には戦国時代末期に築城途中で放棄された杉原氏の千光寺山城があったが関連性はなく、歴史上存在しなかった城である。
2020年度に解体工事が行われており、跡地には展望施設の「千光寺公園視点場」が新たに整備された。

## 概要
近世の城の天守を模した建築物であり、歴史的な価値は無いが、外観は城であるためにこの名になった。
市内には戦国期の城跡はあるが、隣りの福山市の福山城天守（戦災で焼失、1966年に復元）の影響を受け、1964年（昭和39年）に尾道商工会が観光事業の一環として外観の一部を弘前城天守に模した施設「全国城の博物館尾道城」として建設した。建築は鉄筋コンクリートの三層三階、望楼型の体裁を取っている。尾道駅の北側の丘陵上に立地し、目立つこともあり尾道市のシンボル的な存在になったが、歴史的な背景が全くないためにむしろ景観を汚すものであるという意見もあり、建築当初から厳しい論争にさらされた。

## 建物の解体
1992年（平成4年）に閉鎖された後は廃墟化していた。2018年（平成30年）2月16日、尾道市は所有者から尾道城の土地と建物の寄付を受けた上で解体して眺めを生かした観光施設を整備するなどの方策を検討した。同年6月に所有者から土地と建物の寄付を受けて尾道市の所有となり、2019年に解体工事に着手。2020年本格着工、2021年1月末までに工事を終える計画が立てられた。
解体工事が行われ、跡地には展望施設の「千光寺公園視点場」が新たに整備された。千光寺公園視点場は2022年2月25日午前11時から一般開放される予定だったが、2022年3月11日にリニューアルオープンし一般開放された。愛称はMiTeMi。